# Pṛthvī

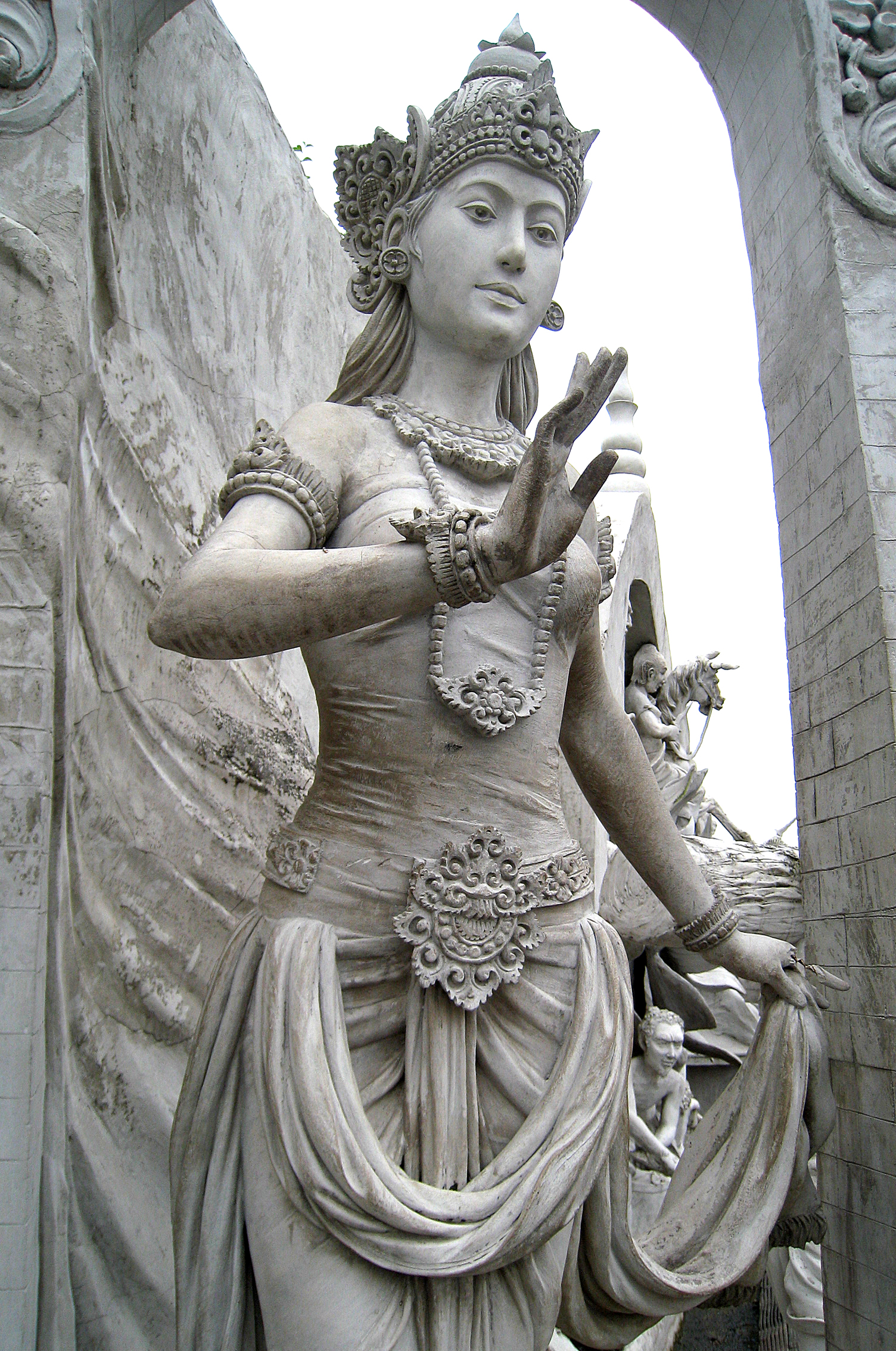
Raffigurazione della dea nell'arte indonesiana (Giacarta, Monumento Nazionale)

Pṛthvī (in sanscrito पृथ्वी) o Pṛthivī (in sanscrito पृथिवी) o ancora Pṛthvī mātā è una divinità vedica che rappresenta la terra. È adorata anche nell'induismo e nel buddhismo. In sanscrito il suo nome significa terra.

## Nei testi induisti
Nei Veda, è la consorte di Dyauṣ Pitā, il cielo, e madre di Agni, Uṣás e Indra (anche se quest'ultimo è anche indicato come uno degli Āditya, ovvero figli di Aditī). Come Pṛthvī Mātā (madre terra) è complementare a  Dyaus Pita (padre cielo). Nel Ṛgveda, Cielo e terra sono riferiti con la forma duale Dyavapṛthivi.
Nei successivi Purāṇa, è conosciuta come Bhūmi ed è la consorte di Varāha.

## Nel buddhismo
Nei testi buddisti e nelle rappresentazioni artistiche, Pṛthvī è descritta sia come protettrice di Gautama Buddha, sia come testimone della sua illuminazione. Prithvi appare nel primo buddismo nel Canone Pali, scacciando la figura della tentatrice Māra e attestando la dignità di Gautama Buddha di raggiungere l'illuminazione. Il Buddha è spesso raffigurato mentre esegue il bhūmisparśa o mudrā ("che tocca la terra") come invocazione simbolica della dea.
Nel buddismo cinese, è considerata una delle ventiquattro divinità protettive (二十四諸天, Èrshísì zhūtiān) e di solito è custodita nella sala Mahavira dei templi buddisti insieme agli altri deva.